# Liana Lombard
Liana Lombard es el seudónimo artístico de Lía Cyngiser (Buenos Aires, 10 de noviembre de 1932 - ibídem, 9 de diciembre de 2009), reconocida actriz secundaria argentina.

## Biografía
Sus padres eran inmigrantes polacos judíos, que llegaron muy pobres a la Argentina, pero terminaron poseyendo una fábrica de alimentos y hacían inversiones inmobiliarias. A los 10 años, en 1942, Lía Cyngiser ganó un concurso en Radio Belgrano organizado por el empresario Jaime Yankelevich ―quien le creó su seudónimo Liana Lombard― e hizo su primera radionovela a los 13 años junto a Berta Singerman. Actuó en diversos programas radiales y, como recitadora, actuó en Goyescas y El Tronío. Participó en numerosas obras teatrales en las compañías de Alberto Anchart, Amelia Bence y Francisco Martínez Allende. A fines de la década del 40 ocurrió su debut en cine en El ídolo del tango, de Héctor Canziani.
Fue novia de Miguel Yankelevich, el hijo menor de don Jaime, y hermano de Samuel, quien falleció de una peritonitis, muy joven.
Luego fue parte de los repartos de exitosas películas como La vendedora de fantasías (1950), de Daniel Tinayre y con el auspicio de Argentina Sono Film (SACI), ¡Qué hermanita! (1951), con Juan Carlos Mareco y Amelita Vargas, Concierto de bastón (1951), con guiones de Ariel Cortazzo, y La casa grande (1953), con la protagonización estelar de Luis Sandrini.
Figura de la televisión, radio, cine y teatro, llegó a actuar con Mirtha Legrand, Lalo Malcolm, Beba Bidart y Francisco de Paula. Con breves trabajos, en los años ochenta adquirió popularidad con el ciclo de TV De fulanas y menganas, y en 1984 encarnó a un ama de llaves en La pobre clara, donde secundó a Alicia Bruzzo. Participó en el capítulo 131 de Grande, pá!.
En 2001, debido a la crisis económica argentina, su familia no la pudo ayudar más.
Con la ayuda de la actriz Roxana Darín (madre de Ricardo y Alejandra Darín), ingresó a la Casa de Teatro, que alberga a múltiples artistas ancianos, como Nélida Romero, quien fue su compañera en el espectáculo y en la entidad. Un año después, en 2002, por deficiencias financieras, la institución organizó una obra a beneficio, de la cual Lombard participó junto a la animadora Colomba.
Solía aparecer usualmente en notas periodísticas. En sus últimos años intervino en Las manos (2006), el último filme dirigido por Alejandro Doria y en el videoclip Complicado y aturdido, del grupo Los Pericos.
En 2009 fue atropellada por un vehículo, lo que le produjo rotura de pelvis, cadera y sacro, de los cuales se recuperó. Sin embargo, el 9 de diciembre de 2009, padeciendo diabetes, falleció a la edad de 77 años. Era tía del actor Panchito Lombard.

## Filmografía
- 1949: El ídolo del tango.
- 1950: La vendedora de fantasías.
- 1951: ¡Qué hermanita!.
- 1951: Concierto de bastón.
- 1953: La casa grande.
- 2005: Lifting de corazón.
- 2006: Las manos.